# コーエー25周年記念パック
コーエー25周年記念パック（コーエーにじゅうごしゅうねんきねんパック）は、2003年にコーエー（現・コーエーテクモゲームス）が、前身の光栄時代より数えて創業25周年を迎えたのを記念して、同社のPC-98時代のゲームソフトを復刻したWindows用ゲームシリーズ。各シリーズに3本ずつが収録されている。

## 解説
PC-98時代のソフトをエミュレータによりWindows上で動かしている。公式な対応OSはXP以前までで、Vista以降のWindowsには対応していない。
PC-9801版ではフロッピーディスクを媒体としていたため、例えばセーブなどの手続きにおいて、ディスク交換を行う必要があった。この名残として、これら復刻版においてもセーブなどの際に「仮想ディスク」の交換（ウィンドウのツールバーにある「ドライブ」項目を開いて指定ディスク名にチェックを入れる）操作が必要である。復刻版でのこの操作のみ、マウス操作が必要となっている。
2005年よりコーエー定番シリーズ、2009年にテクモと経営統合して以降はコーエーテクモ定番シリーズとして1作毎の単品発売もされた。ただし、既にWindows版リメイクが製作・発売されていた以下の作品については、単品発売はされていない。
- 信長の野望・戦国群雄伝 (Vol.4)
- 三國志II (Vol.5)
- 水滸伝・天命の誓い (Vol.6)
- 信長の野望・武将風雲録 (Vol.7)
- 大航海時代II (Vol.7)

「三國志」については「三國志リターンズ」とは別扱いとされ、単品発売された。